# 사철베고니아
사철베고니아는 여러해살이풀로 브라질이 원산지이다. 높이 15-30cm로 밑에서 가지가 많이 갈라지고 털이 없다. 잎은 어긋나고 난형 또는 타원형이며 가장자리에 불규칙한 톱니가 있다. 표면에 세포성 잔돌기가 있어 윤기가 나고 여름에 강한 햇볕이 쬐면 적색 또는 적자색이 된
다. 꽃은 계속 피고 연한 홍색 또는 짙은 적색이다. 꽃받침조각이 수꽃은 4개이고 암꽃은 5개이다. 씨방하위이며 3개의 날개가 있다.